# 東萊郡
東萊郡，中國古郡名。漢景帝時分膠東國而置，其地在今山東烟台、威海一帶。東漢時治所為黃縣（今山東省龍口市），屬青州。曹魏時移治掖縣（今山東省萊州市），劉宋移治曲城縣。北魏時復治掖縣。隋、唐時改東萊郡為萊州。

## 郡名起源
東萊郡在商、周時為萊國之地。春秋時（前567年），萊國為齊國所滅。東萊一詞最早見於《國語》齊語：“通齊國之漁鹽於東萊”；韋昭注：“齊東萊夷也”。以其在齊國之東，故名東萊。秦始皇滅齊，於齊國東部置膠東郡。

## 建置沿革

### 西漢
漢初置齊國。漢文帝十六年（前164年）分齊郡置膠東國。漢景帝三年（前154年），膠東王劉雄渠叛亂被殺，膠東國除為郡。四年（前153年），立皇子劉徹為膠東王。東萊郡可能於此年由膠東國析置。郡治不詳。
漢武帝元朔二年（前127年），菑川國王子侯國平度來屬。漢成帝建始二年（31年），膠東王子侯國昌陽、陽樂來屬。元延元年（12年），膠東國之徐鄉來屬。西漢末，東萊郡領十七縣，轄境大致相當於今烟台除海陽市、萊陽市之外的地區，威海市全境，以及青島平度市北部。漢平帝元始二年（公元2年），東萊郡有103,292戶，502,693人。
| 縣名     | 縣治所在地                                                   | 始置年代 | 王莽改名 | 備註                                   |
| -------- | ------------------------------------------------------------ | -------- | -------- | -------------------------------------- |
| 掖縣     | 煙臺萊州市城區（原萊城鎮）                                   | 秦代     | 掖通     | 齊國置夜邑，為田單之封邑。漢初作夜縣。 |
| 腄縣     | 煙臺市福山區                                                 | 秦代     |          | 史記作錘縣。東漢初省併。               |
| 平度侯國 | 青島平度市西北                                               | 前127年  | 利盧     | 菑川懿王子侯國。東漢併入盧鄉。         |
| 黃縣     | 煙臺龍口市石良鎮黃城集村                                     | 秦代     | 意母     |                                        |
| 臨朐縣   | 煙臺萊州市城港路街道朱旺村一帶                               |          | 監朐     | 與齊郡臨朐（侯國）同名。               |
| 曲成縣   | 煙臺招遠市蠶莊鎮西曲城村                                     |          |          | 有鹽官。                               |
| 牟平侯國 | 烟台市烟台经济技术开发区（福山區境內）古現街道，非今之牟平區 | 前125年  | 望利     | 齊孝王子侯國。                         |
| 東牟縣   | 煙臺市牟平區                                                 |          | 弘德     | 原為齊悼惠王子侯國。有鐵官、鹽官。     |
| 惤縣     | 煙臺龍口市城區東南                                           |          |          | 有鹽官。                               |
| 育犂縣   | 威海乳山市育黎镇城陰村，一說煙臺牟平一帶                     |          |          | 東漢時併入牟平。                       |
| 昌陽侯國 | 威海市文登區宋村鎮城東村                                     | 31年     | 夙敬亭   | 膠東頃王子侯國。有鹽官。東漢初省併。   |
| 不夜縣   | 威海榮成市埠柳鎮不夜村                                       |          | 夙夜     | 東漢初省併。                           |
| 當利邑   | 煙臺萊州市沙河鎮路旺侯家村一帶                               |          | 東萊亭   | 衛長公主食邑。有鹽官。                 |
| 盧鄉侯國 | 青島平度市西北，詳址無考                                     |          |          |                                        |
| 陽樂侯國 | 煙臺萊州市虎頭崖鎮一帶                                       | 31年     | 延樂     | 膠東頃王子侯國。東漢時併入當利。       |
| 陽石縣   | 煙臺萊州市南，詳址無考                                       |          | 識命     | 東漢時併入當利。                       |
| 徐鄉侯國 | 無考                                                         | 12年     |          | 膠東共王子侯國。東漢初省併。           |

### 新莽、東漢
王莽時曾分東萊郡不夜縣等地置夙夜郡。兩漢之際，東萊郡為張步所據。建武五年（29年）張步降漢。腄、平度、育犂、昌陽、不夜、陽樂、陽石、徐鄉八縣于不久後省併。漢明帝永平十一年（68年），割東萊郡之東牟、昌陽、盧鄉三縣屬琅邪國，後還屬東萊。東漢前期，割琅邪國之黔陬、長廣、不其三縣屬東萊，又增置葛盧縣。漢順帝永和五年（140年），東萊郡治黃縣，領十三縣，隸屬于青州。漢獻帝建安中，析東萊郡置長廣郡，以長廣、不其、牟平、東牟、昌陽五縣屬之，不久長廣郡復併入東萊郡。建安三年（198年），黔陬縣別屬城陽郡。

### 魏晉南北朝
曹魏時移治掖縣。西晉咸寧三年（277年），分東萊國不其、長廣二縣及北海郡挺縣置長廣郡。太康中封司馬蕤為東萊王，置東萊國，領六縣：掖侯國、當利侯國、盧鄉縣、曲城縣、黃縣、惤侯國，有6500戶。又分黃縣以東置東牟郡。永嘉時東萊郡陷於後趙。南燕慕容超以東萊郡置青州。
南朝劉宋時，東萊郡移治曲城縣（今招遠市西），增置牟平縣。北魏仍置東牟郡（治黃縣）、長廣郡。東萊郡還治掖縣，領掖、西曲城（原曲城縣）、東曲城、盧鄉四縣。皇興四年（470年）分青州之東萊郡、長廣郡置光州，掖縣為州治。北齊時，曲城、當利（屬長廣郡）二縣併入掖縣。天保七年（556年），東牟郡併入長廣郡。北周東萊郡領掖、昌陽、長廣諸縣。

### 隋唐
隋開皇三年（583年）廢郡。五年（585年）改光州為萊州。十六年（596年），不其縣併入即墨縣，復置盧鄉縣。仁壽元年（601年），避晉王楊廣諱，改長廣縣為膠水縣。大業三年（607年），改萊州為東萊郡。大業五年（609年），東萊郡領九縣：掖、膠水、盧鄉、即墨、觀陽、昌陽、黃、牟平、文登，有90351戶。
| 縣名   | 建置年代 | 縣治所在地                 | 備註             |
| 掖縣   |          | 煙臺萊州市城區（原萊城鎮） |                  |
| 膠水縣 | 601年    | 青島平度市城區（原城關鎮） | 原長廣縣         |
| 盧鄉縣 | 596年    | 青島平度市西北             | 原盧鄉縣、挺縣   |
| 即墨縣 |          | 青島即墨區                 | 原即墨縣、不其縣 |
| 觀陽縣 |          | 煙臺海陽市發城鎮           |                  |
| 昌陽縣 | 298年    | 煙臺萊陽市城廂街道一帶     | 五代時改名萊陽   |
| 黃縣   |          | 煙臺龍口市石良鎮黃城集村   |                  |
| 牟平縣 |          | 煙臺蓬萊市南王街道一帶     |                  |
| 文登縣 | 568年    | 威海文登區                 |                  |

唐武德四年（621年）平綦順，廢東萊郡，置萊州。如意元年（692年）割萊州之黃縣、牟平、文登置登州。天寶元年（742年）改萊州為東萊郡，領掖、昌陽、膠水、即墨四縣，有26998戶，71500人。唐肅宗乾元元年（758年）廢郡，復為萊州。

## 歷代國王、太守

### 西晉東萊王
- 司馬蕤，字景回，太康初封東萊王，惠帝時貶為微陽侯，後遇害。

### 東萊太守
- 范隆，字偉公，扶風平陵人。漢成帝永始中任東萊太守。元延元年（前12年）遷太僕。[15]
- 爰曾，字子路，東平人。更始中在任。[16]
- 高慎，字孝甫，陳留人。約光武帝、明帝時在任。[17]
- 楊震，字伯起，弘農華陰人。漢安帝時在任。[18]
- 夏□，東漢中期在任。[19]
- 橋肅，梁國睢陽人。順帝、桓帝之際在任。[20]
- 陳□，梁國碭人。約漢靈帝時在任。[21]
- 唐□，潁川人。約漢靈帝時在任。[22]
- 蔡□，字伯起，漢末東萊太守。[23]
- 管統，漢獻帝建安初在任。[24]
- 王忠，北海郡營陵人，魏散騎常侍。
- 石苞，勃海南皮人。魏齊王芳時任東萊太守。[25]
- 王庭堅，陳留人。西晉末東萊太守。[26]
- 袁建康（753年）[27]

## 人物
- 費直，字長翁，東萊人。西漢易學家，開創了費氏易學。[28]
- 李忠，字仲都，東萊黃人。東漢初雲臺二十八將之一。[29]
- 劉寵，字祖榮，東萊牟平人。齊悼惠王劉肥之後。東漢會稽太守，人稱“一錢太守”。
- 劉岱，字公山，東萊牟平人，齊孝王劉將閭之後。東漢末為兖州刺史。
- 劉繇，字正禮，劉岱之弟。東漢末為揚州刺史。
- 左伯，字子邑，東萊人。漢末書法家，工隸書。尤擅作紙。[30]
- 太史慈，字子義，東萊黃人。漢末孫吳武將。
- 王基，字伯輿，東萊曲城人，曹魏武將。
- 劉毅，字仲雄，東萊掖人。西晉司隷校尉。
- 侯史光，字孝明，東萊掖人，西晉時仕至少府、御史中丞。[31]
- 王彌，東萊人。十六國時起兵反晉，攻陷洛陽。後為石勒所殺。
- 劉胤，東萊掖人，齊悼惠王劉肥之後。東晉江州刺史，為郭默所害。